# 黃麖仔
黃麖仔（英語：Wong Keng Tsai）是一條位於香港西貢半島的鄉村。

## 行政區劃
黃麖仔是新界小型屋宇政策下其中一條認可鄉村。

## 外部連結
- 居民代表選舉黃麖仔（西貢）的劃定現有鄉村範圍（2019－2022年） （页面存档备份，存于）

22°20′35″N 114°14′01″E / 22.343118°N 114.23374°E